# Rivière Chibouet
La rivière Chibouet est un affluent de la rivière Yamaska. Elle coule dans la municipalités de Saint-Eugène (MRC de Drummond) dans la région du Centre-du-Québec et dans Saint-Nazaire-d'Acton (MRC d'Acton), de Sainte-Hélène-de-Bagot et de Saint-Hugues dans la municipalité régionale de comté (MRC) Les Maskoutains, dans la région administrative de la Montérégie au Québec, Canada.

## Géographie
Les principaux bassins versants voisins de la rivière Chibouet sont :
- Côté nord : rivière David, ruisseau numéro Trois, ruisseau des Chènes ;
- Côté est : rivière le Renne, rivière Duncan ;
- Côté sud : ruisseau Cournoyer-Lajoie, rivière La Cavée, rivière le Renne ;
- Côté ouest : rivière Yamaska.

La rivière Chibouet prend ses sources de ruisseaux agricoles du côté nord de l'autoroute 20, dans la municipalité de Saint-Eugène.
À partir de là, la rivière coule sur environ 45 km :
- vers le sud-ouest sous l'autoroute 20 puis jusqu'au ruisseau Adrien venant de l'est puis Jusqu'au ruisseau Brunelle venant du nord-ouest puis jusqu'aux ruisseaux Gilas-Boucher et Warner venants de l'est et du ruisseau Lessard venant du nord puis jusqu'au chemin du rang Sainte-Hélène et jusqu'au 2e rang ;
- vers le nord-ouest jusqu'au ruisseau Éphrem ;
- vers le nord jusqu'à l'autoroute 20 que la rivière traverse à l'ouest du centre du village de Sainte-Hélène-de-Bagot puis jusqu'à la route du 3e rang en serpentant en zone agricole jusqu'au ruisseau Lachance venant de l'est ;
- vers le nord-ouest jusqu'au ruisseau Belval puis en sertpentant jusqu'au 3e rang ;
- vers l'ouest en serpentant jusqu'au ruisseau du 2e rang puis jusqu'à décharge des Trois ou Cinq et jusqu'à la route 224 puis passe du côté sud du village de Saint-Hugues et en serpentant jusqu'à sa confluence avec rivière Yamaska en aval de l'embouchure du ruisseau des Dix-Huit venant de l'est, en aval de la confluence de la rivière La Cavée venant de l'est et en amont de la décharge du lac Pelletier venant du nord-est[2].

## Toponymie
L'ancienne appellation de cette rivière était « Sciebouette ».
Le toponyme « Rivière Chibouet » a été officiellement inscrit le 5 décembre 1968 à la Commission de toponymie du Québec.